# Neuvy-Grandchamp
 Neuvy-Grandchamp  es una población y comuna francesa, en la región de Borgoña, departamento de Saona y Loira, en el distrito de Charolles y cantón de Gueugnon.

## Geografía
Neuvy-Grandchamp se encuentra a 328 kilómetros de París y 159 kilómetros de Lyon. Con 4 964 hectáreas, la comuna de Neuvy-Grandchamps es el municipio más extenso del cantón de Gueugnon. Sin embargo, en 1869, la ciudad cedió 298 hectáreas para contribuir a la formación de la nueva comuna de Les Guerreaux. Situada en una zona de colinas, la población casi alcanza los 400 metros sobre el nivel del mar y se extiende 10 kilómetros de norte a sur y 8 km de este a oeste.
| Noroeste:                          | Norte: Grury             | Noreste: La Chapelle-au-Mans |
| Oeste: Chalmoux Perrigny-sur-Loire |                          | Este: Curdin                 |
| Suroeste: Les Guerreaux            | Sur: La Motte-Saint-Jean | Sureste: Rigny-sur-Arroux    |

## Clima
En 2010, el clima de la comuna era del tipo climático oceánico degradado de las llanuras centrales y septentrionales, según un estudio del Centro Nacional para la Investigación  Científica basado en una serie de datos que abarcan el período 1971-20002. En 2020, Météo-France publicó una tipología de los climas de la Francia metropolitana en la que el municipio está expuesto a un clima oceánico alterado y se encuentra en la región climática Centro y estribaciones septentrionales del Macizo Central, caracterizada por un aire seco en verano y una buena insolación.
Para el periodo 1971-2000, la temperatura media anual es de 10,6 °C, con una amplitud térmica anual de 16,6 °C. La precipitación media anual acumulada es de 853 mm, con 11,8 días de precipitación en enero y 7,5 días en julio2. Para el período 1991-2020, la temperatura media anual observada en la estación meteorológica más cercana de Météo-France, “Cressy”, en el municipio de Cressy-sur-Somme, a 13 km en línea recta4, es de 12,0 °C y la precipitación media anual es de 915,9 mm. La temperatura máxima registrada en esta estación es de 41,1 °C, alcanzada el 24 de julio de 2019; la temperatura mínima es de −22 °C, alcanzada el 16 de enero de 1985·.

## Historia
De "Novis Vicus" a siglo IX a través de "Noviacus" a siglo XIII ", Niviz" o "Novovico" a siglo XIV, "Neufvy" a siglo XVII y, finalmente, "Neuvy" a siglo XVIII; toponimia se refiere así a una población de carretera merovingia.
El pueblo establecido a lo largo de un camino rural en el río Yonne de río Loira, fue dada en 877 por Carlos el Calvo a los monjes benedictinos de la Abadía de Saint-Martin d'Autun.
La formación de los feudos y la parroquia durante la alta Edad Media es oscuro. En el siglo XIV, el gran feudo de Vesvre ocupaba la mitad norte del territorio. En el resto, que parece ser el resultado de la fragmentación de otra gran finca, la tierra se dividió en varios feudos de los que se formó durante los siglos siguientes el de Beauchamp.
Nicolas Rolin poseyó el señorío de Beauchamp, pero pasó allí poco tiempo. Este feudo tenía la particularidad de tener una fábrica de hierro y un mina que la alimentaba, cerca de su castillo desaparecido en la actualidad.
Vendidos como bienes nacionales en 1799, fueron comprados en 1802 por Michel Ramus. Adquirida por el Conde de Dormy, la planta se redujo rápidamente y dejó de operar en 1834. La mina se cerró a su vez por su falta de rentabilidad a finales del siglo XIX, pero volvió a abrir durante la Segunda Guerra Mundial para servir como refugio para los trabajadores franceses que eludían el reclutamiento obligatorio para el STO. La explotación cesó definitivamente en 1948.
Desde 1891, un decreto del Presidente de la República combina el nombre de la ciudad el lugar llamado Grandchamp, el nombre de esta minería del carbón.
Durante la guerra civil, Neuvy-Grandchamp fue una de las pocas comunas rurales francesas que acogió refugiados, especialmente durante la retirada. Esta peculiaridad se debe a la presencia de un ejecutivo municipal de izquierda, liderado por el alcalde de la SFIO, Pierre Boudot. Por lo tanto, este último estaba dispuesto a acoger a refugiados cuyo contingente llegó el 11 de febrero de 1939. Estaba compuesto por dos familias extendidas. Una de 19 personas vino de Arbeca, provincia de Lérida, Cataluña. El otro, 23 personas, vino de Huesca, al norte de Zaragoza, en Aragón. Todos eran agricultores.
Durante la crisis de Covid-19 en la primavera de 2020, el municipio se vio afectado por las medidas sanitarias impuestas por el gobierno francés. La renovación del consejo municipal se pospuso debido al estado de emergencia sanitaria. El equipo municipal saliente acababa de ser elegido. El nuevo consejo municipal podría reunirse finalmente a partir del 25 de mayo de 2020.

## Política municipal
| Período   | Alcalde del Comuna    | Partido |  |
| --------- | --------------------- | ------- |  |
| 1848-1850 | Emiland Mathieu       |         |  |
| 1850-1851 | Blaise Lachaize       |         |  |
| 1851-1859 | Louis Ray             |         |  |
| 1859-1870 | Alexandre de Dormy    |         |  |
| 1870-1871 | Ernest Mathieu        |         |  |
| 1871-1874 | Auguste Daviot        |         |  |
| 1874-1876 | de Raffin             |         |  |
| 1876-1877 | Auguste Daviot        |         |  |
| 1877-1878 | Lemercier             |         |  |
| 1878-1897 | Auguste Daviot        |         |  |
| 1897-1919 | Hugues Daviot         |         |  |
| 1919-1925 | François Emile Dufour |         |  |
| 1925-1929 | Joseph Mathieu        |         |  |
| 1929-1935 | Emile Dufour          |         |  |
| 1935-1947 | Pierre Boudot         | SFIO    |  |
| 1947-1953 | André Boeufgras       |         |  |
| 1953-1971 | Robert Frety          |         |  |
| 1971-2001 | Lucien Journet        |         |  |
| 2001-2014 | André Lacroix         |         |  |
| 2014-2026 | Claude Ledey          | DVD     |  |

## Demografía
| 1 045                     | 1 082 | 1 115 | 1 158 | 1 238 | 1 177 | 1 204 | 1 217 | 1 266 | 1 317 | 1 311 | 1 258 | 1 226 | 1 356 | 1 474 | 1 505 | 1 482 | 1 460 | 1 392 | 1 452 | 1 383 | 1 252 | 1 111 | 1 078 | 1 022 | 1 024 | 1 011 | 1 025 | 1 016 | 1 028 | 1 009 | 1 008 | 842 | 807 | 788 | 767 | 758 |
| (Fuente: INSEE y Cassini) |       |       |       |       |       |       |       |       |       |       |       |       |       |       |       |       |       |       |       |       |       |       |       |       |       |       |       |       |       |       |       |     |     |     |     |     |

## Economía

### Ingresos de la población e impuestos
En 2012, el ingreso fiscal promedio por hogar es de 17 652 euros por año, que es un nivel más bajo (-12.08%) que el ingreso medio nacional, estimado en 19 785 euros. El municipio tiene el 51,6% de los hogares con impuestos no gravables y recauda una cantidad total de impuestos locales de 288 000 euros. Esto corresponde a una suma promedio de 670 euros por impuesto familiar, un resultado inferior a la escala del departamento de Saona y Loira (749 euros).
En cuanto al impuesto sobre la renta, la población tributa (en 2012) hasta 576 euros de media por hogar. En la escala de Saona y Loira, este impuesto es de 1.040 € en promedio, un resultado más alto.

### Sector agrícola
De las 4.964 ha de la comuna, 3.806 ha están dedicadas a prados y tierras de cultivo. Esto representa el 77% del área total. De 31 granjas, había 48 agricultores, 4 trabajadores y 4 aprendices.